# Rete filoviaria di Venezia Mestre
La rete filoviaria di Venezia Mestre serviva la terraferma veneziana e la regione circostante, fu costituita nel 1933 dalla Società Filovie Mestre (SFM) ex Società Tramvie Mestre. Fu in esercizio dal 1933 al 1968. 

## Storia

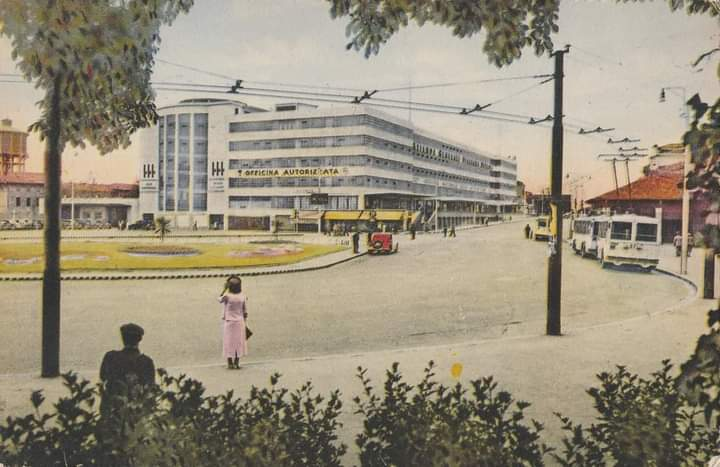
Capolinea di piazzale Roma (1936)

La prima linea filoviaria venne attivata il 25 aprile 1933 dalla Rete Tranviaria di Mestre (successivamente ribattezzata Società Filovie Mestre, azienda il cui maggior socio era la Fiat), contemporaneamente all'apertura del ponte Littorio (oggi Ponte della Libertà) sulla laguna di Venezia; la linea, lunga circa 10 km, collegava piazzale Roma, a Venezia, con piazza Barche (oggi XXVII Ottobre) a Mestre, e fu costruita dalla Compagnia Generale di Elettricità di Milano.
Negli anni successivi la rete si espanse fortemente, sostituendo la preesistente rete tranviaria e servendo capillarmente i sobborghi di Mestre e Marghera; nel 1934 fu inaugurata la tratta Mestre-San Giuliano, a cui seguirono nel 1937 la linea Mestre-Spinea-Mirano e il 19 maggio 1938 la Mestre-Treviso; le aperture portarono l'estensione della rete a ben 53 km sostituendo altresì la rete tranviaria urbana di questa seconda città.
A partire dalla seconda metà degli anni cinquanta le linee furono progressivamente soppresse e sostituite da autobus; la rete cessò l'esercizio nel 1968 a causa dell'introduzione dei sensi unici sulle strade mestrine.

## Linee
Nel 1957 erano in esercizio le seguenti linee:
- 1 Venezia (piazzale Roma) - cavalcavia di Marghera - corso del Popolo - Mestre (piazza Ferretto)
- 2 Venezia (piazzale Roma) - cavalcavia di Marghera - stazione FS di Mestre - Mestre - Carpenedo
- 3 Carpenedo - Mestre - stazione FS di Mestre - cavalcavia di Marghera - Marghera Catene
- 4 Venezia (piazzale Roma) - cavalcavia di Marghera - corso del Popolo - Mestre - Carpenedo - Favaro Veneto
- 5 Venezia (piazzale Roma) - cavalcavia di Marghera - stazione FS di Mestre - via Piave - Mestre (piazza Ferretto)
- 6 Venezia (piazzale Roma) - cavalcavia di Marghera - Marghera Catene
- 7 Venezia (piazzale Roma) - Mestre - Mirano
- 8 Venezia (piazzale Roma) - Mestre - Preganziol - Treviso

## Mezzi
| Numeri sociali | Costruzione | Radiazione | Telaio        | Carrozzeria      | Equipaggiamento elettrico | Note                                                        |
| -------------- | ----------- | ---------- | ------------- | ---------------- | ------------------------- | ----------------------------------------------------------- |
| 10-29          | 1933        | 1953       | Fiat 488      | Fiat Materfer    | CGE                       |                                                             |
| 30             | 1933        | 1953       | Fiat 488      | Fiat Materfer    | Marelli                   |                                                             |
| 31-32          | 1933        | 1953       | Fiat 488      | Fiat Materfer    | CGE                       |                                                             |
| 33-39          | 1938        | 1966       | Fiat 656F/538 | Fiat Materfer    | CGE                       |                                                             |
| 40-43          | 1939        | 1966       | Fiat 656F/548 | Fiat Materfer    | CGE                       |                                                             |
| 44-49          | 1940        | 1966       | Fiat 656F/581 | Fiat Materfer    | CGE                       |                                                             |
| 50-51          | 1947        | 1963       | Fiat 672F/122 | Stanga           | CGE                       |                                                             |
| 52-55          | 1948        | 1963       | Fiat 672F/135 | Viberti          | Marelli-CGE               |                                                             |
| 56-60          | 1951        | 1966       | Fiat 668F/131 | Cansa            | Marelli                   |                                                             |
| 61-76          | 1952        | 1968       | Fiat 668F/114 | Stanga           | TIBB                      | Vetture 61-64-69-74-75 vendute nel 1968 all'ATAF di Firenze |
| 77-86          | 1953-1956   | 1965-1968  | Fiat 2411     | Cansa            | TIBB-Marelli              | Vetture 80-86 trasferite nel 1965 alla rete di Venezia Lido |
| 87-93          | 1958        | 1965-1968  | Fiat 2411     | Cansa            | TIBB-Marelli              | Vettura 91 trasferita nel 1965 alla rete di Venezia Lido    |
| 94-100         | 1939        | 1968       | Fiat 656F/125 | Cansa Savigliano | CGE                       | Acquistati nel 1957 dalla rete di Sanremo                   |
| 101-105        | 1958        | 1968       | Fiat 2405     | Stanga           | CGE                       | Filosnodati da 18 metri; poi rinumerati da 201 a 205        |